# هنري كوريل
هنري كوريل (بالفرنسية Henri Curiel) ولد في 13 سبتمبر 1914. كان ناشطاً سياسياً مصرياً / فرنسيا. أسس منظمة شيوعية في مصر وأحد مؤسسي الحزب الشيوعي المصري، ساهم في دعم عدة حركات تحررية إلى أن اُغْتِيل في باريس في 4 مايو 1978. وقد دفن في مقبرة بير لاشيز وهي أكبر وأشهر مقابر باريس.

## العمل السياسي في مصر
ولد في القاهرة لأسرة يهودية مصرية ذات جذور إيطالية وهو قريب للفيزيائي الإيطالي والمناهض للفاشية يوجينيو كوريل والذي اغتيل في إيطاليا العام 1945. وكان أيضا عما لعميل الكي جي بي البريطاني جورج بليك.
هنري كوريل أسس العام 1943 حركة التحرر الوطني المصري (ح..م.ت.و حمتو)) (HAMETU) التي أصبحت في 1947 الحركة الديموقراطية للتحرر الوطني (حدتو) (M.D.L.N). في ذات الفترة الزمنية شارك في تأسيس شقيقتها السودانية الحركة السودانية للتحرر الوطني (حستو) من رحم قسم السودانين في التنظيم وتطور لاحقا للحزب الشيوعي السوداني وغيرهم. كان قسم السودانين يضم أسماء لامعة كبيرة شاركت في الحياة السياسية السودانية ك عبد الخالق محجوب أحمد سليمان فاروق أبو عيسي التيجاني الطيب. لعبت الحركة الديمقراطية للتحرر الوطني حدتو دورا كبيرا في الأحداث السياسية المصرية السابقة لثوره يوليه 1952 وشارك اعضاؤها من قسم الضباط في ثوره يوليه والذين كان بينهم اخالد محي الدين أحمد حمروش عثمان فوزي. شاركت حدتو في وجود كورييل ثم لاحقا بعد غيابه في احداث كبيرة كاللجنة الوطنية للطلبه والعمال عام 1946 كالدعوة لتكوين اتحاد عمال مصر وكادخال مفاهيم جديده للفن والثقافة في مصر. قبض عليه مرارا من ضمن الاعتقالات التي شملت عدة شيوعيين، وبالرغم من جنسيته المصرية تم إجباره علي الهجرة في 1950 وغادر إلي فرنسا حيث قام وبرفقة عدد من الشيوعيين اليهود المصريين بتأسيس مجموعة عرفت باسم «مجموعة روما». كانت مجموعه روما مجموعه باريسيه وظلت علي اتصال كبير بالشيوعين المصريين واحتفظت باكبر أرشيف للحركه الشيوعية المصرية والذي يوجد حاليا international institute of social histroy in amesterdam. http://socialhistory.org/en

## العمل في فرنسا ونشاطات معادية للاستعمار
عمل هنري كوريل في مجموعة «جينسون» والتي ساندت جبهة التحرير الوطني الجزائرية (FLN) خلال حرب استقلال الجزائر (1954-1962)، ألقي القبض عليه من قبل الاستخبارات الفرنسية في 1960.
أسس كوريل بعدها منظمة مناهضة للاستعمار سميت «تضامن» (Solidarité) وهي مجموعة مساندة لعدة جماعات ومنظمات للتحرر من الاستعمار في العالم الثالث (خصوصا في أفريقيا وأمريكا اللاتينية) مثل المؤتمر الوطني الأفريقي (ANC) في جنوب أفريقيا، وكذلك الحركة الفرنسية المعادية للاستعمار (M.A.F).
في 1976 اقترح هنري كوريل إجراء اتصالات بين ممثلين من الفلسطينيين والإسرائيليين والاعتراف المتبادل ببعضهما البعض، وحدثت بالفعل عدة لقاءات منظمة بين الطرفين عرفت لاحقا باسم «لقاءات باريس». بتنظيم من بيير ماندي فرانس كما ضمت عصام سرطاوي وهو مستشار ياسر عرفات ويوري أفنيري  وماتياهو بيلد عضو المجلس الإسرائيلي للسلام بين الإسرائيليين والفلسطينيين.
في 21 يونيو 1976 نشر جورج سوفير في مجلة "Le Point" الفرنسية مقالة وصف فيها كوريل «كزعيم منظمة تدعم الإرهاب» مرتبطة بالكي جي بي، وضع تحت الإقامة المنزلية الجبرية في ديغون بفرنسا كإجراء إداري رفع بعدها الحظر لعدم إثبات التهم.

## اغتيال
اغتيل هنري كوريل في باريس في 4 مايو 1978، حيث عثر عليه مضرجا بالدماء في مصعد منزله في باريس، وتبنت جماعة يمينية متطرفة المسؤولية لكن القضية لم تكشف جوانبها بعد، حيث تحوم شبهات حول ثلاث جهات قد تكون متورطة في اغتياله:
- جان بيار مايون وهو فرنسي ذا سجل جنائي مرتبط بمنظمة الجيش السري (OAS) ومنظمة (SDECE) وهي منظمة كانت لها نشاطات تجسسية وعسكرية في عدة جهات منها قمع الثورة الجزائرية، والذي عمل كمخبر أيضا للوشيان إيمي بلانك والذي قد يكون هو أيضا من متورطا في قتل كوريل نيابة عن «مجموعة الموت الإسبانية» المعروفة باسم (GAL).
- منظمة أبو نضال الفلسطينية والتي ادعت أنها قتلت مستشار عرفات عصام السرطاوي، والتي يزعم بأن لها علاقة بالكي جي بي.
- مكتب أمن الدولة الجنوب إفريقي «الأبارتايدي» (الاستخبارات الجنوب أفريقية).